# Pinus yorkshirensis
Pinus yorkshirensis — вимерлий вид сосни. Викопна шишка сосни походить з осадових порід готерівського та барремського віку, розташованих у формації Уелден у Йоркширі (звідси епітет виду).

## Відкриття та найменування
Типовий зразок Pinus yorkshirensis був виявлений під час екскурсії в Бірмінгемському університеті. Це одна з чотирьох відомих копалин соснових шишок з Європи. Він був на 5 мільйонів років старший за попереднього рекордсмена, Pinus belgica.
Скам'янілість було знищено, щоб науковці могли вивчити скам'янілість більш детально. Залишилося лише кілька предметних стекол і одне зображення. Зараз вони зберігаються в Геологічному музеї Лапворта.